# Tour della nazionale maschile di rugby a 15 dell'Australia 2005
I "Wallabies" nazionale di "rugby a 15" dell'Australia tra il 2004 e il 2007 si sono recati sovente in tour, specialmente nel mese di novembre in Europa e Argentina.
A fine 2005 si recano, al solito in Europa, per il tour di fine stagione.

## Francia
Dopo un match di preparazione contro i Barbarians Francesi, l'Australia si presenta a Parigi per conquistare una vittoria nel giornoin cui George Gregan disputa la sua 115 partita ufficiale in nazione, battendo il record di Jason Robinson. 
Il successo arride però ai Francesi.
| Arbitro: | Craig Joubert |

|                 |      |                                                                   |
| August 19’, 36’ | mt   | 28’ Croft 39’ Polota-Nau 57’ Ashley-Cooper 69’ Rogers 76’ Sheehan |
| Dubois 19’      | tr   | 28’, 39’, 69’, 76’ Shepherd                                       |
|                 | c.p. | 5’, 31’, 36’ Shepherd                                             |

| Saint-Denis 5 novembre 2005 | Francia | 26 – 16 | Australia | Stade de France |

## Inghilterra
Successivamente i "Wallabies" si presentano a Londra per affrontare i "bianchi" della Rosa. Una grande partita di Andrew Sheridan consegna la vittoria agli Inglesi. Per l'Australia sembra notte fonda e la panchina di Eddie Jones ormai traballa .
| Londra 12 novembre 2005 | Inghilterra | 26 – 16 | Australia | Twichenham |

## Irlanda
L'unico successo ufficiale per i Wallabies, arriva contro l'Irlanda. Basta il primo tempo ai Wallabies, pur privi di Stephen Larkham per avere ragione dei verdi. Da segnalare che la capienza del vecchio stadio di Lansdowne Road fu ridotta a 42.000 spettatori dopo un incendio che colpì le tribune dello stadio pochi giorni prima. 
| Dublino 19 novembre 2005 | Irlanda | 14 – 30 | Australia | Lansdowne Road |

## Galles
Quella con l'Irlanda sarà l'unica vittoria di questo disastroso tour, cui farà seguito la sconfitta con il Galles 
Pochi giorni dopo Eddie Jones sarà esonerato dal ruolo di commissario tecnico 
| Cardiff 26 novembre 2005 | Galles | 24 – 22 | Australia | Millennium Stadium |